# Hartland (condado de Windsor)
Hartland es un lugar designado por el censo ubicado en el condado de Windsor en el estado estadounidense de Vermont. En el año 2010 tenía una población de 380 habitantes.

## Geografía
Hartland se encuentra ubicado en las coordenadas 43°32′27″N 72°23′58″O / 43.54083, -72.39944.